# Rhacaplacarus zicsii
Rhacaplacarus zicsii är en kvalsterart som först beskrevs av Sandór Mahunka 1988.  Rhacaplacarus zicsii ingår i släktet Rhacaplacarus och familjen Phthiracaridae. Inga underarter finns listade i Catalogue of Life.